# Wahania napięcia
Wahania napięcia – serię zmian wartości skutecznej lub obwiedni przebiegu czasowego napięcia zasilającego. Są jednym z parametrów jakości energii ujmowanym w podstawowych normach dotyczących jakości zasilania. Wahania napięcia nazywa się szybkie zmiany napięcia. Poprzez zmiany szybkie rozumie się na ogół (norma radziecka GOST 13104-67) zmiany napięcia następujące z szybkością większą niż 1% napięcia znamionowego na sekundę. Niektórzy autorzy szybkość tych zmian przyjmują za równą {\displaystyle 0{,}02\ U_{n}/s.}

## Wskaźniki wahań napięcia
Wahania napięcia w sieciach lub na zaciskach odbiorników energii elektrycznej charakteryzują się następującymi podstawowymi cechami nazywanymi wskaźnikami wahań napięcia:
- kształt wahań napięcia – obwiednia wartości szczytowych napięcia w funkcji czasu,
- amplituda zmian napięcia – różnica maksymalnej i minimalnej wartości skutecznej lub szczytowej napięcia występująca w trakcie zaburzenia,
- częstość wahań napięcia ({\displaystyle f_{u}} w Hz lub {\displaystyle f_{v}} w 1/s, 1/min lub 1/h) – czyli liczba zmian napięcia występująca w jednostce czasu,
- energia wahań napięcia ({\displaystyle E_{v}} w V²·s lub w jednostkach względnych %²·s),
- energetyczna dawka wahań napięcia ({\displaystyle D_{v}} w V²·s lub w %²·s, bądź tradycyjnie w V²·min lub najczęściej w %²·min).